# 贝江
贝江，贝江，古称脊江，因流过融县县城背面而得名“背江”，后来改名为“贝江”。位于中华人民共和国广西壮族自治区融水苗族自治县境内，是柳江融江段右岸支流，发源于环江毛南族自治县和融水县交界的九万大山东麓，汪洞乡卡马塘村头坪屯以西2千米处，北流10千米后转东流，经汪洞乡、三防镇、怀宝镇和四荣乡，于县城融水镇上游7.5千米处的周村附近汇入融江。干流长140千米，平均比降2.41‰，流域面积1788平方千米。贝江沿岸景色秀丽，为国家4A级旅游景区。
- 贝江
- 贝江
- 贝江
- 贝江
- 贝江